# Lịch sử Palestine
Lịch sử Palestine là một lĩnh vực nghiên cứu về quá khứ trong khu vực của Palestine, nói chung được xác định là một khu vực địa lý ở Nam Levant giữa Biển Địa Trung Hải và sông Jordan (nơi mà các khu vực của Israel và Palestine tồn tại ở thời điểm hiện tại) và một số vùng đất gần kề. Tồn tại ở vị trí chiến lược giữa châu Âu, châu Á và châu Phi, và là nơi ra đời của Do Thái giáo và Thiên Chúa giáo, khu vực này đã có một giai đoạn lịch sử dài và sôi động như là nơi giao thoa của tôn giáo, văn hóa, thương mại và chính trị. Khu vực Palestine hay là nhiều phần của nó đã từng được kiểm soát bởi các tộc người và các thế lực khu vực khác nhau, bao gồm Canaan, Amorite, Ai Cập cổ đại, Israel, Moab, Ammon, Tjeker, Philistine, Đế quốc Assyria, Đế quốc Babylon, Đế quốc Ba Tư, Hy Lạp cổ đại, La Mã cổ đại, Đế quốc Đông La Mã; nhiều triều đại khác nhau của Thời kỳ Đầu Hồi giáo (Umayads, Abbasids, Seljuqs, Fatimids), Vương quốc Jerusalem, Thời kỳ Cuối Hồi giáo (Ayyubid, Mamluk, Đế quốc Ottoman); tiếp theo đó là người Anh, người Jordan (1948 - 1967, trên khu vực "Bờ Tây") và người Ai Cập (ở Gaza) và bây giờ là những quốc gia Israel và Palestine hiện đại. Nhiều thuật ngữ khác nhau dành cho vùng đất Palestine như Canaan, Zion, Vùng đất Israel, Nam Syria, Jund Filastin, Outremer và Vùng đất Hy vọng.
Vùng đất Palestine trở thành một trong những vùng đất chứng kiến sự cư ngụ của con người, các xã hội nông nghiệp và văn minh. Ở đầu và giữa Thời kỳ Đồ đồng, các thành bang độc lập của người Canaan được thành lập và chịu ảnh hưởng bởi những nền văn minh xung quanh như Ai Cập, Lưỡng Hà, Phoenicia, Minoan và Syria. Ở Cuối Thời kỳ Đồ đồng, 1550 TCN - 1400 TCN, những thành phố của người Canaan trở thành chư hầu của người Ai Cập duới thời kỳ Tân vương quốc, cho đến năm 1178 TCN, năm xảy ra Trận Djahy, trong giai đoạn sụp đổ của Thời kỳ Đồ đồng. Những nhà khảo cổ hiện đại tranh cãi về những truyền thuyết Kinh thánh, ý kiến mới nhất cho rằng những người Israel nổi lên từ một sự thay đổi xã hội kịch tính xảy ra trong cộng đồng người sống ở vùng đất trung tâm đồi ở Canaan vào năm 1200 TCN, mà không có dấu hiệu của sự xâm lược bạo lực hoặc thậm chí sự xâm nhập trong hòa bình của một tộc người nào khác từ nơi nào khác đến. Philistine, một nhóm các hải nhân của phía nam châu Âu, dời đến và trộn lẫn vào nhân dân địa phương, và theo các truyền thuyết Kinh thánh, Vương quốc Liên hiệp Israel đã được thành lập vào năm 1020 TCN và bị chia rẽ trong một thế kỷ thành Vương quốc Israel ở phía bắc và Vương quốc Judah ở phía nam. Khu vực Palestine đã trở thành một phần của Đế quốc Tân Assyria từ khoảng năm 740 TCN. Rồi đến lượt mình, đế quốc này lại trở thành một phần của Đế quốc Tân Babylon vào khoảng năm 627 TCN. Cuộc chiến tranh với Ai Cập xảy ra vào năm 586 TCN đã tàn phá Jerusalem. Người gây ra sự phá hủy đó là vua Nebuchadnezzar II và những lãnh đạo địa phương đã bị lưu đày tới Babylon. Họ chỉ được phép quay trở về vùng đất Palestine dưới thời Đế quốc Ba Tư.
Trong thập niên 330 TCN, Alexander Đại đế đã chinh phục vùng đất mà nay gọi là Palestine. Và vùng đất này liên tục thay đổi chủ trong các cuộc chiến tranh của Diadochi. Sau cùng, nó bị sáp nhập vào Đế quốc Seleukos trong giai đoạn từ năm 219 TCN đến năm 200 TCN. Năm 116 TCN, một cuộc nội chiến đã nổ ra bên trong vương quốc Seleukos dẫn đến việc tạo thành một số vùng đất độc lập bao gồm triều đại Hasmonea trên Núi Judea. Từ năm 110 TCN, nhà Hasmonean đã mở rộng lãnh thổ của mình, tạo thành liên minh Judea - Samarita - Idumaea - Ituraea - Galilea. Người Judea (hay người Do Thái, xem loudaioi) kiểm soát khu vực xa hơn. Điều này đã tạo nên Tỉnh Judea của La Mã, một thuật ngữ trước đây chỉ nhắc đến cho khu vực nhỏ hơn của Núi Judea. Trong các năm 73 TCN - 63 TCN, Cộng hòa La Mã mở rộng ảnh hưởng của mình lên vùng đất Judea trong Chiến tranh Mithridates lần thứ ba và nó đã bị chinh phục vào năm 63 TCN. Đồng thời, Vương quốc Hasmonea bị chia thành năm quận. Vào năm 70, Titus đã bao vây Jerusalem. Kết quả đó là sự phân tán người Do Thái và người Thiên Chúa giáo thành các vùng Yavne và Pella. Năm 132, Hadrian đã hợp nhất tỉnh Judea với Galilee để thành một tỉnh mới có tên là Palaestina Syria và Jerusalem đã được đổi thành Aelia Capitolina. Sau khi Bar Kochba lãnh đạo người Do Thái nổi dậy, cuộc nổi dậy bị cấm tại các khu vực lân cận của Jerusalem. Như là một kết quả, nhiều địa chủ Do Thái đã cải đạo sang Ebionim đẻ duy trì quyền sở hữu tài sản của họ. Trong các năm 259 - 272, vùng đất Palestine nằm dưới sự cai trị của vua Odaenathus của Đế quốc Palmyra. Sau chiến thắng của vua Constantine trong Nội chiến Tứ đầu chế, quá trình Cơ Đốc hóa của La Mã bắt đầu. Trong năm 326, mẹ của Constantine là bà Saint Helena đến thăm Jerusalem và bắt đầu quá trình xây dựng các nhà thờ và lăng mộ. Cuộc đàn áp người Ebionim đã dẫn đến việc họ bị xua đuổi khỏi vùng đất của mình đến Ả Rập và Đế quốc Parthia. Palestine đã trở thành một trung tâm của Thiên Chúa giáo với nhiều mục sư và nhiều học giả tôn giáo. Cuộc nổi dậy Samarita trong thời kỳ này đã đưa người Samarita gần đến sự tuyệt diệt.
Palestine đã bị chinh phục trong trận Yarmouk vào năm 636 trong quá trình người Hồi giáo chinh phục Syria. Và người Hồi giáo đã giảm nhẹ thuế từ thời La Mã và gánh nặng từ các cuộc đàn áp người dị giáo đối với người theo đạo Cơ Đốc. Năm 661, với vụ ám sát Ali, vua Muawiyah I đã trở thành caliph không phải bàn cãi của Thế giới Hồi giáo. Ông được trao vương miện sau đó tại Jerusalem. Vào năm 691, Mái vòm Đá đã trở thành công trình Hồi giáo đầu tiên mang tầm cỡ thế giới. Umayyad đã bị thay thế bởi Abbasids trong năm 750. Từ năm 878, Palestine đã bị cai quản bởi Ai Cập như là một khu tự trị trong gần một thế kỷ, bắt đầu với Ahmad ibn Tulun và kết thúc là Ikhshidid và cả hai vị này được chôn cất tại Jerusalem. Trong những thế kỷ này, người dị giáo đối với Cơ Đốc đã cải đạo sang Hồi giáo. Người Fatimid đã chinh phục vùng đất vào năm 969. Vào năm 1073, Palestine đã bị chiếm bởi Đế quốc Seljuq Lớn, sau đó người Fatimid đã giành lại vùng đất này vào năm 1098. Rồi nó lại rơi vào tay của các chiến binh Thập tự chinh vào năm 1099. Sự kiểm soát của các chiến binh này đối với Jerusalem và Palestine kéo dài gần thế kỷ cho đến khi bị đánh bại bởi quân đội của Saladin vào năm 1187. Sau đó, gần như toàn bộ Palestine đã được kiểm soát bởi người Ayyubid. Một bang Thập tự chinh tiền tiêu ở ven biển phía bắc tồn tại trong thế kỷ tiếp theo, thế nhưng dù có thêm 7 cuộc thập tự chinh, những chiến binh của các cuộc viễn chiến này không có quyền lực quan trọng ở Palestine. Ngôi vua Mamluk đã được gián tiếp thiết lập tại Ai Cập như là kết quả của Cuộc Thập tự chinh Thứ bảy. Đế quốc Mông Cổ đã tiến đến Palestine lần đầu tiên vào năm 1260 với một cuộc vây bắt dưới sự lãnh đạo của tướng Nestorianism Kitbuqa. Đỉnh điểm của cuộc vây bắt này là Trận Ain Jalut. Vào năm 1486, sự thù địch đã nổ ra giữa những người Mamluk và Đế quốc Ottoman và người Ottoman đã chiếm được Palestine vào năm 1516.
Vào năm 1832, vùng đất Palestine đã bị chinh phục bởi Muhammad Ali của Ai Cập. Nhưng vào năm 1840, những người Anh quốc đã can thiệp và dành quyền kiểm soát Levant cho người Ottoman để có điều kiện cho một bản thỏa ước xa hơn. Sự hỗn loạn khi người Ai Cập kiểm soát vùng đất được thể hiện rõ ở hai cuộc nổi loạn lớn: Cuộc nổi loạn của Nông dân Ả Rập năm 1834 và Cuộc nổi loạn Druze năm 1838 và sự thay đổi đáng kể về nhân khẩu học ở các vùng ven biển, cư trú chủ yếu là nông dân người Ai Cập và những người lính cũ của Ali. Cuối thế kỷ 19 chứng kiến sự bắt đầu của chủ nghĩa Zion và sự phục hưng tiếng Hebrew. Dân số Do Thái tăng lên trong cuối thế kỷ 19 và đầu thế kỷ 20 đã góp phần đáng kể vào số lượng dân số Do Thái ở Jerusalem, Safed, Tiberias và Jaffa.
Trong Chiến tranh thế giới thứ nhất, người Anh thông qua Tuyên bố Balfour vào năm 1917. Trong bản tuyên bố này, người Anh thể hiện sự ưa thích thành lập ngôi nhà quốc gia dành cho người Do Thái ở Palestine. Chính phủ Anh đã chiếm đoạt Jerusalem 1 tháng sau khi ra bản tuyên bố. Hội Quốc liên đã trao cho Anh quốc sự sự ủy thác lên toàn Palestine vào năm 1922. Vùng đất phía tây của sông Jordan nằm dưới sự cai quản trực tiếp của người Anh cho đến năm 1948. Trong khi đó, vùng đất phía đông sông này là một vùng đất bán tự trị và được biết đến với cái tên Transjordan dưới sự quản lý của gia đình Hashemite và giành độc lập vào năm 1946. Cuộc nổi dậy Ả Rập tại Palestine 1936 - 1939 đã nổ ra, là biểu hiện dân tộc của những người Ả Rập ở Palestine chống lại người Anh cai quản thuộc địa và dân cư người Do Thái trong vùng đất.
Sau Holocaust, sức ép tăng lên để có sự thừa nhận một quốc gia người Do Thái trong Palestine. Vào năm 1947, chính phủ Anh công bố ý định của họ để kết thúc sự ủy thác. Đại hội đồng Liên hợp quốc đã bỏ phiếu chia vùng đất Palestine thành các quốc gia độc lập của người Do Thái và người Ả Rập với một chế độ quốc tế đặc biệt dành cho Jerusalem. Những người Ả Rập đã không chấp nhận sự chia tách này nhưng người Do Thái đã tuyên bố độc lập và thành lập Nhà nước Israel vào năm 1948. Cuộc chiến tranh Palestine 1948 đã xảy ra và trong cuộc chiến, Israel đã chiếm nhiều vùng đất hơn quy định trong quá trình phân chia. Jordan đã chiếm vùng đất mà nay là Bờ Tây, trong khi đó ở Dải Gaza, chính phủ của toàn người Palestine được thành lập vào tháng 9 năm 1948. Ở vùng đất Nakba hay "Catastrophe", hàng trăm ngôi làng của Palestine và hơn 70000 ngôi nhà Palestine đã bị phá hủy. 700000 người Palestine đã chạy trốn hoặc bị xua đuổi bởi người Israel. Các trại tị nạn Palestine không có thẩm quyền theo Hội nghị Lausanne 1949. Trong và sau chiến tranh năm 1948, một làn sóng người tị nạn Do Thái từ các quốc gia Ả Rập trở về Palestine đã xảy ra. Câu hỏi về quyền trở về của những người tị nạn và con cháu họ đã duy trì một cuộc tranh cãi. Chính phủ toàn người Palestine đã được dời từ Gaza đến Cairo và cuối cùng tan rã vào năm 1959 bởi Tổng thống Ai Cập Gamal Abdel Nasser. Gaza đã thuộc quyền kiểm soát về mặt quân sự của Ai Cập.
Phong trào dân tộc của người Palestine dần dần thành lập lại tại Bờ Tây và Gaza và trong các trại tị nạn của người Palestine tại các quốc gia Ả Rập lân cận. Tổ chức Giải phóng Palestine đã ra đời với vai trò dẫn đầu phong trào này. Trong chiến tranh Sáu Ngày vào tháng 6 năm 1967, Israel đã chiếm được Tây Jerusalem và Bờ Tây từ Jordan và Gaza từ Ai Cập cũng như Đỉnh Golan từ Syria. Mặc sự phản đối của Liên hợp quốc và nghị quyết của tổ chức này tuyên bố đó là hành động bất hợp pháp, Israel đã bắt đầu chính sách định cư người Israel trong các vùng đất chiếm được của Israel. Tổ chức Giải phóng Palestine (PLO) dưới sự lãnh đạo của Yasser Arafat dần dần giành sự công nhận quốc tế mang tính chất biểu tượng cho người Palestine. Từ năm 1987 đến năm 1993, Intifada Thứ nhất, sự nổi dậy chống Israel, nổi lên và chỉ kết thúc bằng Thỏa thuận Hòa bình Oslo 1993. Thỏa thuận này đã thành lập Chính quyền Dân tộc Palestine (viết tắt theo tiếng Anh là PNA hay PA nếu dùng tên gọi tắt là Chính quyền Palestine) như là một chính phủ lâm thời để quản lý Gaza và Bờ Tây (nhưng không có Đông Jerusalem) trong quá trình chờ thỏa thuận cho cuỗ xung đột.
Trong Infitada Thứ hai (2000 - 2005), Israel đã rút khỏi dải Gaza và bắt đầu xây dựng bờ chắn tại Bờ Tây. Trong năm 2006, Hamas đã giành thắng lợi cuộc bầu cử lập pháp Palestine và kiểm soát dải Gaza vào năm 2007, gây nên Sự phong tỏa dải Gaza cho đến hiện nay. Trong các năm 2008 - 2009 và 2014, Israel đã ném bom và tấn công bằng tên lửa vào Gaza. Những chiến dịch này bị chỉ trích vì gây cái chết cho dân thường.
Vào tháng 10 năm 2011, UNESCO công nhận Nhà nước Palestine là một thành viên. Tháng 11 năm 2012, nhà nước Palestine được Liên hợp quốc công nhận từ thực thể quan sát viên thành nhà nước quan sát viên, đồng thời có một vị trí trong Đại hội đồng. Điều này đã tạo sự thay đổi cho thực thể này và tạo cơ hội tham gia các tổ chức khác của Liên hợp quốc.